# Kratzboden

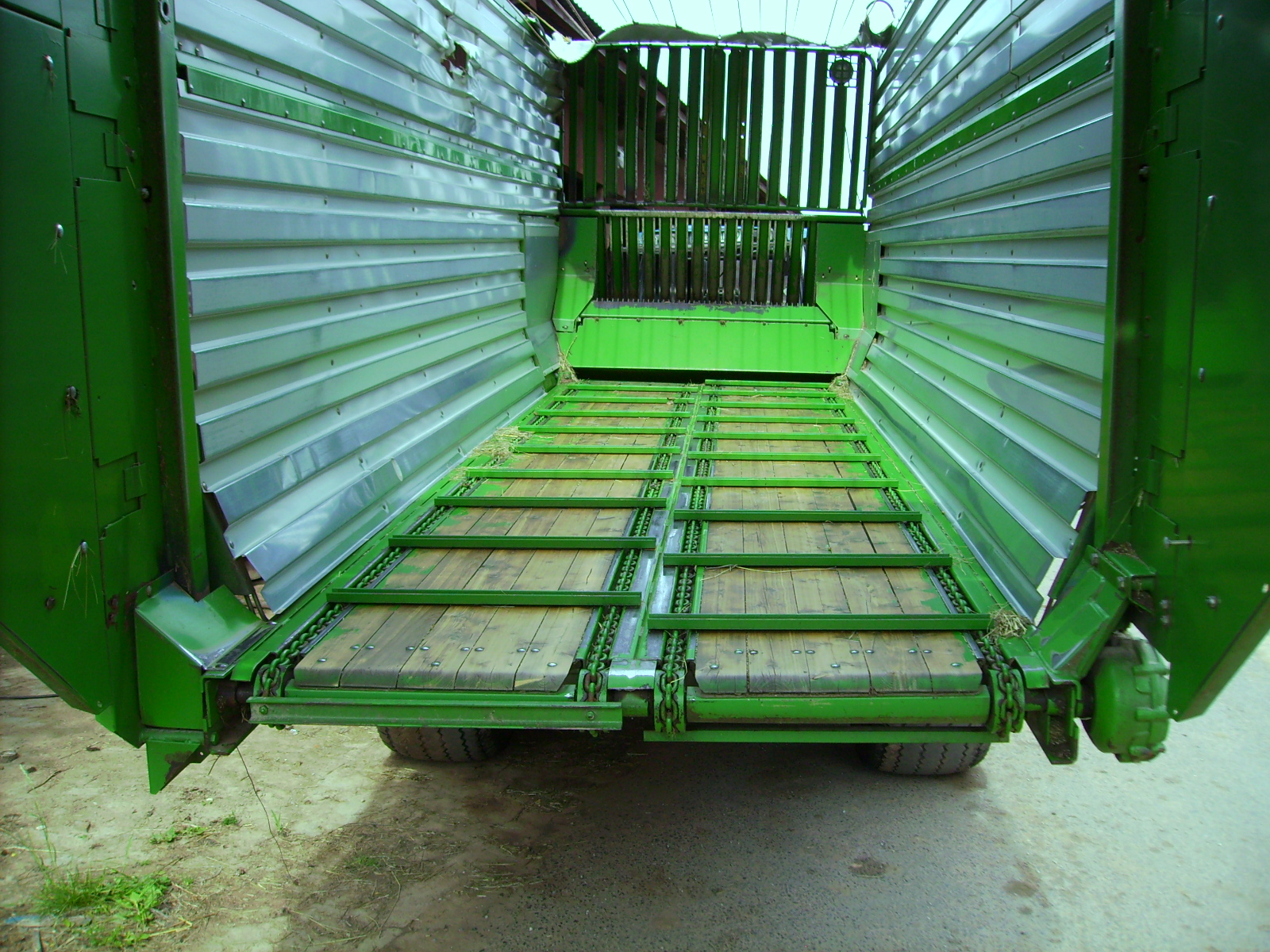
Kratzboden eines Ladewagens

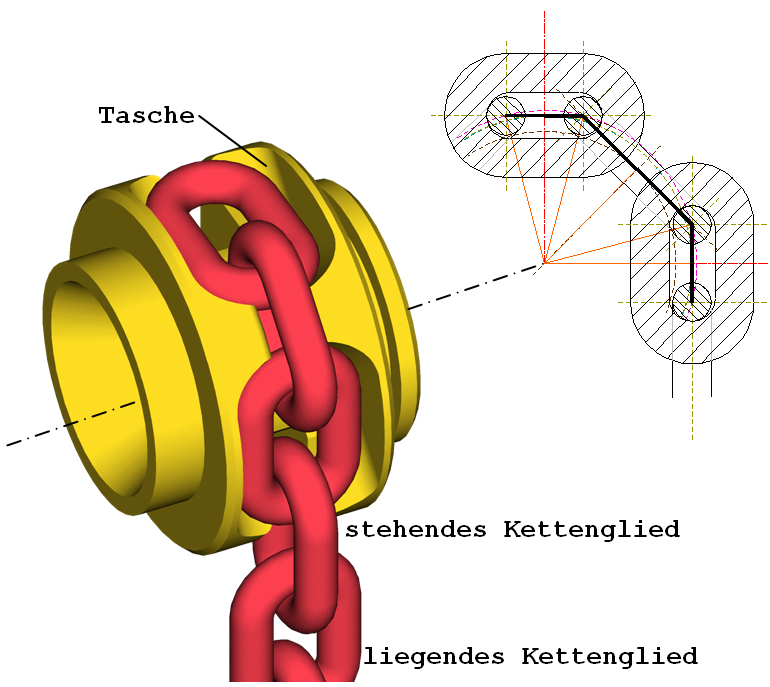
Taschenrad zum Kratzbodenantrieb

Ein Kratzboden dient dazu, lose Ladung von einem Anhänger zu entladen oder innerhalb eines Vorratsbehälters der weiteren Verarbeitung zuzuführen. Verbreitet sind sie vorwiegend in der Landtechnik.

## Aufbau
Ein Kratzboden besteht aus jeweils zwei Kettensträngen, die auf der lastaufnehmenden Seite von einem Taschenrad bewegt werden. Auf zwei gleichmäßig angetriebenen Ketten sind in regelmäßigen Abständen zur Beförderung der Ladung Mitnehmerleisten angebracht. 
Früher wurden Kratzböden mechanisch per Zapfwelle über ein Ratschensystem angetrieben. Diese Antriebsform wurden mit der Zeit durch von der Schlepperhydraulik angetriebene Hydraulikmotoren vom Markt verdrängt. 
Im Bereich der Häckseltransportwägen kommen jedoch wieder vermehrt zapfwellenbetriebene Kratzböden auf den Markt, die in der Entladegeschwindigkeit der hydraulische angetriebenen Bauform überlegen sein sollen.
Je nach Belastungsstärke werden auch zwei Kratzböden nebeneinander bei einem Fahrzeug verbaut.

## Verwendung
Kratzböden dienen dazu lose, inhomogene Güter innerhalb eines Behältnisses zu befördern. Gebräuchliche Beispiele sind die Entladung von Ladewagen, Miststreuern, Silierwagen und Häckselwagen. Des Weiteren die Beförderung der gemischten TMR eines Futtermischwagens alternativ zu einem Förderband. Verwendet werden sie auch bei Zuführeinrichtungen zur Dosierung einer Siloschlauchpresse oder eines Heugebläses.